# Leopold Lojka

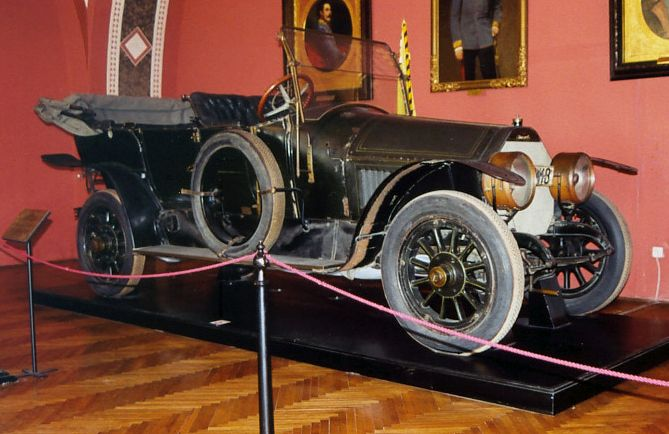
Gräf & Stift, bilen som Lojka körde i sin chaufförstjänst.

Leopold Lojka (alternativt Loyka, ibland kallad Franz Urban), född 1885 i Znojmo, död 1926 i Brno, var den chaufför som körde bilen i vilken Österrikes tronföljare Franz Ferdinand och dennes fru Sophie blev mördade i Sarajevo den 28 juni 1914.
Den tyske författaren Joe Julius Heydecker påstod 1988 att chaufförens namn hade varit Franz Urban. Flera tidigare historiska källor identifierar chauffören som Lojka, medan Heydeckers version av namnet beror på ett misstag. Tidskriften Time använde formen Lojka i notisen om hans död år 1926.